# Musée de design et d'arts appliqués contemporains
 (décembre 2022).
Le musée cantonal de design et d'arts appliqués contemporains (mudac) est un musée de la ville vaudoise de Lausanne, en Suisse. Ses collections sont spécialisées en design, art verrier, bijou contemporain, céramique et art graphique. Il vise aussi à constituer un fonds consacré au design romand.
Descendant du Musée Industriel fondé en 1862, le mudac a changé à de nombreuses reprises de noms et de lieux avant de s'établir en juin 2022 dans le même bâtiment que le Musée cantonal pour la photographie Photo Elysée et dans le pôle muséal Plateforme 10.

## Histoire

### Musée industriel rue Chaucrau
Catherine de Rumine, noble d'origine russe, conçoit avec Charles-Théophile Gaudin, scientifique et précepteur de son fils Gabriel, un musée privée à destination de toutes les classes sociales et plus spécifiquement de la jeunesse et des ouvriers. Avec son aval, il se charge des plans du musée, des collections ainsi que de sa promotion auprès de la population lausannoise et des donateurs. Charles Dapples, professeur à l'université, ingénieur et municipal à Lausanne l'aide dans la préparation de la première exposition. Catherine de Rumine finance la construction du bâtiment du musée, comprenant une salle de cours et de conférences ainsi que deux galeries, rue Chaucrau dans le centre de Lausanne. Il est inauguré le 1er mars 1862. La date est visible sur la façade du bâtiment, alors sans fenêtre, qui détonne en comparaison de celles de la rue.
Le 25 octobre 1862, le Musée industriel ouvre ses portes et présente au public des matières premières, des objets, mais surtout explique et présente la transformation occurrant entre les deux par le biais de l'industrie. La collection, qui provient des fondateurs mais aussi peu à peu de dons privées, est divisée en quatre sections : minéral, végétal, animal et arts graphiques. Ses collections recensent plus de 2000 objets, minéraux, fruits, textiles, etc,. Premier musée de ce genre en Suisse, il pourrait avoir été inspiré par le South Kensington Museum de Londres et l'Imperiale e Regio Istituto Tecnico de Florence.
Charles-Théophile Gaudin meurt en 1866, Philippe Castan devient alors directeur pour un an. Catherine de Rumine meurt l'année suivante. Son testament lègue le Musée industriel à la ville de Lausanne et place Gabriel de Rumine à sa tête. Celui-ci ne s'y intéresse guère et vit alors à Paris, avant de décéder à Bucarest en 1871, lors d'un voyage. À partir de cette date, le musée est dirigé par la Direction des Écoles de la Ville de Lausanne et perd son dynamisme. Arnold Morel-Fatio devient conservateur en 1875 et relance l'institution. Le musée s'écarte alors de la vision de Charles-Théophile Gaudin et est guidé par deux nouveaux objectifs : privilégier l'outil et la machine démontrant des principes physiques ou mécaniques, à défaut des matières premières, et être la vitrine de l'industrie locale actuelle. Le public délaisse le musée au profil de spécialistes, et le musée perd à nouveau de sa vitalité avec l'arrivée de l'ingénieur Émile de Vallière, qui succède à Arnold Morel-Fatio mort en 1887.
Face à l'incohérence des collections, une séparation est décidée en 1905. Le Palais de Rumine, construit grâce à l'argent légué par Gabriel de Rumine, est choisi pour accueillir les pièces d'arts décoratifs. Les collections « destinées à l'industrie pratique et à l'enseignement professionnel » restent rue de Chaucrau. Elles sont utilisées pour l'enseignement mais plus aucun visiteur ne vient au musée. La place laissée par les collections parties au Palais de Rumine n'a jamais été réutilisée. Une demande de prêt pour la rénovation du bâtiment traine en longueur.
L’École de mécanique reçoit en 1916 les objets, qui n'ont pas été reclassés. Renommée École Technique — École des Métiers de Lausanne, elle reprend ensuite la gestion et l'administration du Musée industriel. Les objets sont peu à peu délaissés puis détruits. Le bâtiment rue Chaucrau devient une salle communale en 1917 et reste utilisé de nos jours.

### Musée d'art industriel au Palais de Rumine
Le Musée d'art industriel est inauguré le 12 septembre 1909 au Palais de Rumine. Eugène Delessert-de Mollins est le conservateur depuis 1905, mais c'est surtout son adjoint Henri Lador qui « effectue tout le travail pratique ». Il prend notamment soin de respecter l'idée originale de Gaudin à travers les nouvelles acquisitions mais aussi dans la classification et la disposition des collections. Le musée reprend de sa superbe : le public est séduit, de nouveaux dons sont reçus et exposés. Henri Lador a 65 ans quand il devient conservateur du musée en 1914. 
Le Musée d'art industriel engage une nouvelle mue avec l'arrivée en 1923 de profil artistiques à sa Commission, jusqu'alors composée de scientifiques et d'ingénieurs. Nora Gross est directrice d'une école d'art, Alphonse Laverrière est un architecte reconnu et Verneuil de Marval écrit entre autres pour la revue française Art et Décoration. En 1924 deux nouveaux membres accentuent encore cette tournure : le graveur Henry Bischoff et le graphiste Jean-Jacques Mennet. L'orientation se répercute dans l'achat de pièces en majorité artistiques mais aussi dans l'organisation d'expositions temporaires dont la première, consacrée à l'art japonais, a lieu en 1924. 
À la mort de Henri Lador en 1932, Edith Porret devient conservatrice. L'année suivante et jusqu'en 1935 le musée ferme pour réorganisation. Un tri est réalisé dans les collections, et les objets ne relevant pas du domaine artistique sont transférés dans les musées d'archéologie, de botanique, de géologie et de zoologie ou détruits. Un catalogue avec une organisation différente de celle de Gaudin est dressé par Edith Porret. Le musée change de nom en 1932 et devient le Musée d’art industriel et décoratif. Il rouvre en 1935. Il change à nouveau de nom en 1946 pour le Musée d’art industriel et d’art décoratif, suivi en 1952 du titre raccourci de Musée d’art décoratif,. Le rôle du musée manque de clarification. La direction est aussi en conflit avec les autorités, qui finissent par avoir raison du projet : dans les années 50 la Bibliothèque cantonale et universitaire de Lausanne occupe de manière permanente les locaux. 

### Musée des arts décoratifs avenue de Villamont
En 1956 et 1957 un tri est organisé dans les collections et certaines pièces sont éliminées. Les collections sont mises en caisses en 1958 et quittent le Palais de Rumine pour être entreposées à l’École Commerciale puis à l’École primaire de Floréal. Elles arrivent ensuite au nouveau bâtiment du Musée des arts décoratifs, avenue de Villamont, en 1966. Pierre Pauli dirige le musée depuis un an quand il ouvre les caisses. La collection est jugée, par lui et certains de ses confrères, trop locale, sans grand intérêt pour un musée d'art décoratif et trop hétéroclite pour un musée historique. Le musée choisi alors de ne présenter que des expositions temporaires. En 1967 l'institution est renommée Musée des arts décoratifs de la Ville de Lausanne.
Un accord de la Municipalité scelle le 7 mars 1986 l'avenir des collections du Musée des arts décoratifs de la Ville de Lausanne. Seuls les objets d'art décoratif du XXe siècle y restent, les autres sont transférés aux Archives de la Ville et au Musée historique de l'Ancien Évêché (maintenant Musée Historique Lausanne). Certains objets qui viennent d'arriver dans ce dernier sont ensuite transférés au Musée d'archéologie et d'histoire. Une partie est perdu en 1987 quand une bombe artisanale explose dans les locaux de la préfecture au moment du tri des collections.

### mudac
De 2000 à 2020, il se trouve sur la place de la Cathédrale à Lausanne, dans la maison Gaudard, un conglomérat de plusieurs maisons médiévales distinctes qui se sont regroupées au fil du temps : c'est tout d'abord le lieutenant baillival Gaudard qui fait relier les actuelles sections du nord et de l'ouest et fait ajouter une tour. Plus tard, au XIXe siècle, la maison s'agrandit et devient une école avant de devenir propriété du canton, qui l'utilise comme bâtiment officiel.
En 1995, la ville et le canton procèdent à un échange : la maison Gaudard revient à la ville pour y installer le successeur du Musée des arts décoratifs alors que le canton prend possession du Musée Arlaud, situé sur la place de la Riponne. Le bâtiment est ensuite rénové pour finalement permettre l'ouverture du musée en juin 2000. Celui-ci est inscrit comme bien culturel suisse d'importance nationale.
Le mudac se situe depuis juin 2022 au cœur du nouveau « quartier des arts » Plateforme 10.

## Administration

### Direction
Charles-Théophile Gaudin, Gabriel de Rumine et Charles Dapples sont cités comme co-directeurs du Musée industriel dans la Gazette de Lausanne en 1962. À la mort du premier, Philippe Castan devient directeur pour un an. En 1867, la mort de la mère de Gabriel de Rumine, Catherine de Rumine, le place à la tête du musée. Guère présent, puisqu'à Paris, le manque d'archive ne permet pas de dire qui dirige réellement le musée à ce moment. En 1871 c'est le vétérinaire Samuel Biéler qui est directeur, en plus d’être celui de l'Ecole cantonale d'agriculture et de l'Institut agricole.
Pierre Pauli dirige le musée des arts décoratifs de la Ville de Lausanne dans les années 1960 jusqu'à son décès en 1970. Rosmarie Lippuner, son assistante, devient conservatrice et prend les rênes de l'institution jusqu'en 2000. Chantal Prod'Hom dirige le mudac de 2000 à 2022. À la suite du départ de cette dernière, Beatrice Leanza, alors directrice du Musée d'Art, Architecture et Technologie de Lisbonne, entame en 2023 une période d'essai de six mois au poste de directrice. À son terme, elle est remerciée par Plateforme 10 pour cause de « divergences de nature stratégique ». Précédemment directeur adjoint, Marco Costantini devient directeur par intérim pendant six mois en 2023, puis prend la direction du musée en 2024.

## Bâtiment actuel
Le bâtiment actuel du mudac, qui est également celui du musée Photo Elysée, est conçu par le duo de frères architectes portugais Francisco et Manuel Aires Mateus et l'ingénieur Rui Furtado. Ils remportent le concours organisé alors en 2015.
Situé à proximité du Musée cantonal des beaux-arts de Lausanne dans le pôle muséal Plateforme 10, il ouvre ses portes au public en juin 2022. De l'extérieur, c'est un monolithe semi-cubique de béton blanc de 42m de côté dont les quatre façades sont parcourues par une même faille vitrée créant ainsi deux volumes s'emboitant. « Cette façade c'est un vrai écran de cinéma. On a un espace à occuper aussi pour l'image » explique la directrice de Photo Elysée, Nathalie Herschdorfer. Une des façades donne sur les voies de chemin de fer à proximité, deux autres font face à une seconde partie du bâtiment, qui entoure le cube et abrite bureaux et services des musées.
Au rez-de-chaussée se trouve un atrium qui comprend l'accueil-billetterie, un café et la librairie. La lumière naturelle pénètre par les vitres et donnent à voir une architecture blanche et anguleuse qui rappellent des montagnes inversées ou des origamis. Selon Isabelle Regnier, le bâtiment peut évoquer le Schaulager, pensé par Herzog & de Meuron, dans sa manière de se dévoiler une fois la porte franchie.
Les architectes ont cherché à dissimuler les trois points porteurs sur lesquels reposent 44 poutres, dessinant les facettes triangulaires visibles à l'intérieur du musée. Le tout soutient une charge de plus de 10 000 tonnes de béton armé. Ils ont cependant subtilement pris soin de dévoiler que l'escalier central, désolidarisés de l'ensemble n'a pas vocation à soutenir les étages qui lui sont supérieurs. L'intérieur donne aussi, à travers la faille, sur les bureaux vitrés des équipes des musées dans l'autre partie du bâtiment. Il s'agit d'une volonté des architectes de laisser le public apercevoir les employés des institutions au travail dans les ateliers de restauration ou encore d'encadrement.
On accède à chaque musée par le large escalier, le mudac se situant au niveau supérieur, une partie du bâtiment jouissant d'une lumière zénithale intégrée propice aux expositions de design et d'arts appliqués. L'exception à cette blancheur diffuse est une large fenêtre en coin donnant sur le lac et les montagnes, demandée par la directrice en poste Chantal Prod'Hom et à rebours de la volonté originale des concepteurs. À l'inverse de celui du mudac, l'étage consacré à Photo Elysée est plus obscur pour en protéger les œuvres fragiles. Chaque musée bénéficie d'un espace d'exposition de 1500m2 à moduler.

## Collections
Unique institution en Suisse romande entièrement consacrée au design, le musée possède une collection de design, art verrier, céramique, bijou contemporain et art graphique.
Au XIXe siècle, le Musée industriel s'intéresse aussi bien à la production manuelle artisanale que celle réalisée de manière industrielle. Un an après son ouverture, le musée a accru ses collections de 900 objets, la majorité venant de dons du public, le tiers restant des fondateurs et de la direction du musée . En 1967, date à laquelle l'inventaire s’interrompt, les collections comptent 5177 pièces . Par l'intermédiaire de Charles-Théophile Gaudin, la Société vaudoise des Sciences naturelles (SVSN) est étroitement liée au musée et ses membres sont parfois des donateurs. Le musée présente « les dernières découvertes et les recherches les plus récentes » dans des domaines variés, grâce à la formation scientifique de Charles-Théophile Gaudin et sa curiosité.
Au début du siècle suivant le musée sépare ses collections en deux : d'un côté la collection « artistiques », de l'autre celle « industrielle ». Le Musée industriel engage dans les années 1920 une nouvelle politique d’acquisition en s'ouvrant aux œuvres d'art contemporaines. Il fait alors entrer dans ses collections des objets tels que des tapis, des bols, etc.

## Expositions

### Expositions permanentes
À la Maison Gaudard, le musée exposait deux collections permanentes : l'art du verre contemporain présentée au deuxième étage du musée et la collection Jacques-Édouard Berger, exposée au sous-sol du bâtiment, qui présente différentes pièces d'art ayant appartenu à l'historien, principalement venant de l'Égypte et de Chine.
Le nouvel espace muséal du mudac au sein de Plateforme 10 est entièrement dévoué à des expositions temporaires présentant des œuvres de la collection du mudac ou des expositions entièrement originales.

### Expositions temporaires
À la Maison Gaudard, le musée organisait environ six expositions temporaires par année qui peuvent être classées en trois catégories : les thématiques, les cartes blanches et les expositions invitées.
Les expositions thématiques abordent des sujets actuels faisant l'objet de débats de société. Les « cartes blanches à un designer » invitent ceux-ci à concevoir une exposition personnelle en sélectionnant eux-mêmes leurs œuvres et en créant leur propre scénographie en collaboration avec le musée. Enfin, le MUDAC invite également des expositions créées par d'autres musées. Il collabore régulièrement avec l'Office fédéral de la culture à Berne et expose notamment les travaux des lauréats du Prix fédéral de design tous les deux ans.